# سبلت فكشن
سبلت فكشن هي لعبة فيديو أكشن ومغامرات، طوّرتها هيزلايت ستوديوز ونشرتها إلكترونيك آرتس، على أنظمة مايكروسوفت ويندوز وبلاي ستيشن 5 وإكس بوكس سيريس إكس/إس. صدرت في 6 مارس 2025.

## الاستقبال
| استقبال |                                      |
| --- | ------------------------------------ |
| مجموع النقاط المجموع نقاط ميتاكريتيك PS5 : 91/100 [ 2 ] Win : 92/100 [ 3 ] XSXS : 92/100 [ 4 ] نتائج المراجعة نشرة نقاط دستركتويد 9.5/10 [ 5 ] يورو غيمر 5/5 [ 6 ] غيم سبوت 10/10 [ 7 ] غيمز رادار 4.5/5 [ 8 ] آي جي إن 9/10 [ 9 ] بي سي غيمر (الولايات المتحدة) 87/100 [ 10 ] شاك نيوز 9/10 [ 11 ] |                                      |
| مجموع النقاط |                                      |
| المجموع | نقاط                                 |
| ميتاكريتيك | PS5: 91/100 Win: 92/100 XSXS: 92/100 |
| نتائج المراجعة |                                      |
| نشرة | نقاط                                 |
| دستركتويد | 9.5/10                               |
| يورو غيمر | 5/5                                  |
| غيم سبوت | 10/10                                |
| غيمز رادار | 4.5/5                                |
| آي جي إن | 9/10                                 |
| بي سي غيمر (الولايات المتحدة) | 87/100                               |
| شاك نيوز | 9/10                                 |

حظيت اللعبة بإشادة عالمية من النقاد، وفقًا لموقع تجميع المراجعات ميتاكريتيك وأوبن كريتك.

### مبيعات
بيعت أكثر من مليون نسخة من لعبة سبلت فكشن خلال يومين من إصدارها. وبلغت مبيعاتها مليونيْ نسخة بعد أسبوع واحد من إصدارها. في 7 مايو 2025 ، اعلن ان اللعبة قد وصلت إلى 4 ملايين نسخة.

## تطوير
بدأ تطوير اللعبة بعد إصدار إت تيكس تو (2021). قام فريق مكون من 80 شخصًا ببناء اللعبة باستخدام محرك أنريل إنجن 5. سُميت بطلتا اللعبة على اسم ابنتي مخرجها جوزيف فارس. كما هو الحال مع ألعاب استوديو هيزلايت السابقة، فهي تستخدم نظام "بطاقة أو دعوة صديق"، حيث يمكن لمالك اللعبة دعوة صديق للعب معًا مجانًا دون أن يُضطر المدعوّ إلى شراء اللعبة. وهي ضمن مشروع إي أ اورجينز، الذي أطلقته شركة إلكترونيك آرتس لدعم المطورين المستقلين وألعاب الإندي. صرح فارس لموقع MinnMax، أن تكلفة تطوير اللعبة بلغت ضعف ميزانية تطوير لعبته السابقة إت تيكس تو.

## الإصدار
أعلن عن اللعبة من قبل مخرجها جوزيف فارس في جوائز الألعاب لعام 2024، الذي ذكر أنها مقرر إصدارها على أنظمة مايكروسوفت ويندوز وبلاي ستيشن 5 وإكس بوكس سيريس إكس/إس في 6 مارس 2025.

## روابط خارجية
- الموقع الرسمي
- إسبلت فكشن على موقع IMDb (الإنجليزية)